# Никулицел
Никулица (Никулицел) (на румънски: Niculiţel) с предишни имена Николица и Манастир (на румънски: Nicolitza, Monaster) е село, център на едноименната община, с площ 93,67 кв. км в окръг Тулча, Северна Добруджа, днес в Република Румъния.
През 1917 г. по време на Научната добруджанска мисия Карел Шкорпил разкрива в района на селото Аспаруховия укрепен лагер, заемащ 40 кв. км и първоначално наричан Траянов вал.

## География
Селото е разположено на 29 км западно от Тулча и на 11 км източно от Исакча, в гориста местност с хълмове, високи до 340 м – част северните склонове на планината Бабадаг, недалеч от десния бряг на Дунава. <

## История

### Античност
В античността районът е населяван от тракийското племе Гети. Към 430 г. пр. Хр. Ситалк включва местните траки към Одриската държава, гетите от Добруджа участват в походите му в Македония. По-късно, по черноморското крайбрежие се разиграва конфликта между скитския цар Артей (Atheas) и Филип II Македонски в 339 г. пр. Хр., довел до установяване за кратко на номинална зависимост на тези земи от Македонската империя. През пролетта на 335 г. пр.н.е. в този район е разбит от трибалите самият Александър Велики. След като Одриската държава възстановява суверенитета си, Северна Добруджа отново става част от нея, до ликвидирането ѝ от Римската империя през 45 г. сл. Хр., когато тукашните земи са включени в римската провинция Мизия. Укрепен град от това време тук не е открит. През IV в. в тези земи настъпват готите.

### Основаване на Българската държава
Най-голямата забележителност от първостепенно значение за българската история е внушителното землено укрепление, доминиращо над местността от югозапад. Тук акад. Васил Златарски и Карел Шкорпил, откривателят на Плиска, локализират мястото на битката от 680 г., в която хан Аспарух разгромява византийския император Константин IV Погонат и основава Българската държава на Балканския полуостров. Определянето на местността, наречена „Онгъл“, където са се развили военните действия в обширната територия на изчезналия днес о. Певки и заключена между морето, река Дунав и несъществуващия ѝ вече четвърти ръкав около дн. Бабадаг, потвърждава тази локализация. Преданията за намерени многобройни старинни оръжия в овразите на близката до селото местност „челик дере“, заради които турците я кръщават така, също потвърждават, че тук се е състояла голяма битка.
Лагерът има две главни части: външен и вътрешен лагер и средни окопи между укрепленията на двата лагера, които са служили да пазят достъпа към вътрешния лагер. Външният лагер е напълно обграден с окопи, които с малки изключения вървят по най-стръмните естетсвени места. Цялото пространство на лагера е с площ 48 кв. км. Вътрешният лагер се състои от три окопни укрепления, съединени помежду си. Голямото кале има форма на правоъгълник, дълъг 300 крачки и широк 80. Калето Флорилор се състои от два успоредни помежду си окопа, дълги около 300 крачки на разстояние до 35 м. един от друг. Калето Гуркой се състои пак от два успоредни окопа с дължина около 400 крачки.

### Второ българско царство
След въстанието на Асеневци и извоюването на независимостта от Византия в края на XII в., Никулица заедно с другите български земи влиза в състава на царството. Оттогава е средновековната българска църква „Свети Атанас Летни“. Тя е строена през XIII-XIV век като почти идентична с Боянската църква и е най-старата запазена в Добруджа. Съществуването ѝ навежда на мисълта, че Никулица е било болярско село, а възможно и укрепление на меснтия български феодал, изградил храма. Съвременните разкази, разпространявани сред румънските колонисти, че храмът е влашки, имат пропаганден характер и не почиват на исторически факти. През 80-те години на миналия век българските стенописи са свалени и отнесени в Букурещ. Днес ясно се виждат празните места за външни фрески в предната част на храма, а автентичният му вид е покрит от съвременната мазилка. Икономическо значение на района в тази епоха се потвърждава и от намерените при църквата „Св. Атанас летни“ 13 монети от времето на цар Иван Александър. Не е изключено в тази епоха да е създаден манастир, чиито наследник е манастирът Кокош, паметник на българското национално възраждане от XIX в. До падането на България под турска власт Никулица е част от владенията на деспот Добротица.

### Съвременна история
Манастирът „Кокош“ е на 6 км северно до селото и е значим паметник на културата. Едно от предходните имена на селото – „Манастир“ се дължи именно на него.
Според границите, приети на Цариградската конференция от 1877 г., селото попада в бъдещия „Източен Български вилает“. След Освободителната война обаче българските земи в Северна Добруджа са дадени на Кралство Румъния като компенсация за румънските земи в Молдова, присъединени от Русия. На 24 ХІІ 1916 г. българските войски освобождават Никулица. По Берлинския протокол от 1918 г. попада в границите на България. След Ньойския диктат (1919) е в Румъния. При сключването на Крайовския договор от 1940 г. СССР настоява за възстановяване на българския суверенитет и в Северна Добруджа, на което никой освен Румъния решително не се противопоставя, но цар Борис III, страхувайки се от обща граница с комунистическа Русия, не се решава да освободи и Северна Добруджа. В останалите извън българските граници земи е извършено етническо прочистване.
Със създаването на Българската екзархия в 1870 г., с. Никулица е в Тулчанска епархия на добруджанския ѝ диоцез. Целият район на Тулчанско и Бабадагско, където е с. Никулица, е значим български център от епохата на националното ни възраждане и национално освободителното движение. Васил Левски две години е учител в тукашното българско село Еникьой, където пее в църквата, развива революционна пропаганда и организира патриотични дружини. Стефан Караджа дълги години е живял в бликия чисто български тогава град Тулча, откъдето започва поборническия си път. Никола Обретенов – синът на баба Тонка, в 1864 г. основова българското училище в съседния град Исакча, отстоящ само на десетина километра от Никулица. Легендарният поп Харитон първом е свещеник в българските села Касапкьой и Карапанкьой, а в 1875 г. като войвода на бунтовническа чета излиза в планината Бабадаг, в северната част на която е разположено с. Никулица. Любен Каравелов и Левски също не забравят севернодобруджанската земя в планновете на националноосвободителната революция. В непосредствена близост, оттатък Дунава, е Браила – средището на Ботев, хъшовете и революционната ни емиграция, описани в драмата на Вазов „Хъшове“. Българската земя, която те често излизат да гледат от другия бряг на Дунава, е именно тукашната.